# Große Ohe (Gaißa)
Die Große Ohe ist der rechte Oberlauf der Gaißa, eines linken Nebenflusses der Donau in Niederbayern.

## Geographie

### Verlauf
Sie entsteht unterhalb von Zenting-Hauermühle und Thurmansbang-Lindberg an der Grenze der beiden Gemeinden aus dem Zusammenfluss des rechten und nördlichen Oberlaufs Zentinger Bach und des linken und östlichen Oberlaufs Ginghartinger Bach. Der längere und einzugsgebietsreichere Zentinger Bach wird als Oberlauf der Großen Ohe angesehen.
Die Große Ohe ist Grenzbach zwischen den Gemeinden Zenting und Thurmansbang, Zenting und Außernzell, Außernzell und Eging am See sowie zwischen Eging am See und Aicha vorm Wald. In Aicha vorm Wald vereinigen sich Große Ohe und Kleine Ohe zur Gaißa.

### Zuflüsse
Vom Zusammenfluss der Oberläufe bis zur Mündung. Auswahl.
- Zentinger Bach, rechter Oberlauf, 6,8 km mit dem Gesamtstrang Geißleitenbach → Ebenreuther Bach → Zentinger Bach und 24,3 km²
- Ginghartinger Bach, linker Oberlauf, 8,9 km mit dem Gesamtstrang Langbach → Ginghartinger Bach und 18,4 km²
- Ellerbach, von rechts, abwärts von Ranfels, 7,3 km und 9,3 km²
- Aubach, von links gegenüber Außernzell-Gunterding
- Hörmannsdorfer Bach, von links nahe Eging am See-Hörmannsdorf
- Rohrbach, von links kurz vor Eging am See-Alzenmühle, 7,9 km und 12,4 km²; durchfließt den Eginger See
- Lochwiesgraben, von rechts nahe Außernzell-Großmeicking
- Rohrwiesbach, von rechts nahe Außernzell-Kleinmeicking, 1,6 km und 1,6 km²
- Krautgartenbrunnbach, von links, 0,7 km und 1,2 km²
- Lohbach, von links vor Eging am See-Hofstetten
- Holzmühlbach, von rechts unmittelbar vor Hofstetten, 3,7 km und 6,1 km²
- Ottinger Bach, von links nahe Eging am See-Otting
- Altenreiter Graben, von rechts bei Aicha vorm Wald-Fickenhofmühle, 2,3 km und 2,8 km²
- Wiesbach, von rechts gegenüber Fickenhofmühle
- Weschlbach, von rechts kurz vor dem Zusammenfluss mit der Kleinen Ohe, 1,8 km und 1,5 km²

### Oberlauf Zentinger Bach
Der Zentinger Bach durchfließt die Gemeinde Zenting. Beim Landesamt für Umwelt wird der Geißleitenbach östlich des Geißelsteins im Gessenreuther Wald als Quellfluss des Zentinger Baches und damit als oberster Oberlauf der Gaißa angegeben. Es könnte aber auch der Daxsteiner Bach als Quellbach angesehen werden. Dieser entspringt in Daxstein am Brotjacklriegel. Begründet wird diese andere Ansicht damit, dass die Gaißa mit ihren Oberläufen um 1,63 km länger wäre, wenn man den Daxsteiner Bach als Quelle annähme. Zudem ist der Einzugsbereich des Daxsteiner Baches größer als beim Geißleitenbach und liegt höher. Der Daxsteiner Bach ist der Oberlauf des Zentinger Baches, während der Geißleitenbach als Ebenreuther Bach mittig in den Zentinger Bach einmündet.
Die Zuflüsse zum Zentinger Bach sind:
- Daxsteiner Bach (linker Zufluss oder Oberlauf) mit dessen rechtem Zufluss Ölberger Bach
- Steinhofer Bach (linker Zufluss)
- Fradlberger Bach (linker Zufluss, der direkt im Ortszentrum von Zenting einmündet)
- Ebenreuther Bach (linker Zufluss oder Oberlauf mit dessen Oberlauf Geißleitenbach und dem Ebenreuther See)